# Ambassade d'Algérie en Arabie saoudite
L'ambassade d'Algérie en Arabie saoudite est la représentation diplomatique de l'Algérie en Arabie saoudite, qui se trouve à Riyad, la capitale du pays.

## Ambassadeurs d'Algérie en Arabie saoudite

### Consulats
L'Algérie dispose d'un consulat a Djeddah, dont le consul est Abdelkader Kacimi El Hassani.